# Puisque nous sommes nés
Pour plus de détails, voir Fiche technique et Distribution.
Puisque nous sommes nés est un documentaire franco-brésilien réalisé par Jean-Pierre Duret et Andrea Santana, sorti en France le 4 février 2009.

## Synopsis
Brésil. Nordeste. État du Pernambouc.
Une immense station-service au milieu d’une terre brûlée, traversée par une route sans fin.
Cocada et Nego ont 14 et 13 ans.
Cocada a un rêve, devenir chauffeur routier. Il dort dans une cabine de camion et, la journée, il rend service et fait des petits boulots. Son père est mort assassiné, alors il s’est trouvé un père de substitution, Mineiro. Un routier qui prend le temps de lui parler et de le soutenir quand la tentation de l’argent mal acquis se fait plus forte.
Nego, lui, vit dans une favela, entouré d’une nombreuse fratrie. Après le travail des champs, sa mère voudrait qu’il aille à l’école pour qu’il ait une éducation, mais Nego veut partir, gagner de l’argent. Le soir, il rôde à la station, fasciné par les vitrines allumées, les commerces qui vendent de tout, la nourriture abondante.
Avec son copain Cocada, ils regardent le mouvement incessant des camions et des voyageurs.
Tout leur parle de ce grand pays dont ils ne savent rien.
Avec cette singulière maturité qu’on acquiert trop tôt dans l’adversité, ils s’interrogent sur leur identité et leur avenir. Leur seule perspective : une route vers São Paulo, vers un ailleurs.

## Fiche technique
- Titre original : Puisque nous sommes nés
- Titre portugais : Já que nascemos
- Titre anglais : Because We Were Born
- Réalisation : Jean-Pierre Duret et Andrea Santana
- Production : Muriel Meynard et Jamel Debbouze ; coproduction Maurice Prost
- Sociétés de production : Ex nihilo, Kiss Films ; coproduit avec Mikros Image
- Image et son : Jean-Pierre Duret et Andrea Santana
- Montage : Catherine Rascon
- Montage son et mixage : Roman Dymny
- Etalonnage : Christine Szymkowiak
- Musique originale : Martin Wheeler
- Distribution :
  -  France : Pierre Grise Distribution
  -  Belgique : Cinéart
  -  Québec : K-Films Amérique
- Durée : 90 minutes (1h30)
- Format : couleur - Son : Dolby SRD - 1.85:1
- Dates de sortie : 4 février 2009 ( France)

## Distinctions
- 2008 : Bayard d'Or du meilleur film au Festival international du film francophone de Namur
- 2008 : Prix du public du meilleur film documentaire au Festival international du film francophone de Namur

## Divers
- Le tournage a débuté en août 2006, pour une durée de 6 mois.

## Version DVD
- Un coffret de deux DVD comprenant les films Romances de terre et d'eau, Le Rêve de São Paulo, Puisque nous sommes nés et Un beau jardin, par exemple, ainsi qu'une interview des réalisateurs et un livret de 16 pages est publié par Documentaire sur grand écran (sortie le 30 avril 2011).